# Haim Buchbinder
Haim Buchbinder (in ebraico חיים בוכבינדר‎?; 11 ottobre 1943 – 19 aprile 2025) è stato un cestista e allenatore di pallacanestro israeliano.

## Carriera
Con Israele ha partecipato ai Campionati europei del 1969.